# Luciano Castellini
Luciano Castellini (Milánó, 1945. december 12. –) válogatott olasz labdarúgó, kapus, edző.

## Pályafutása

### Klubcsapatban
1960-ban a Monza korosztályos csapatában kezdte a labdarúgást, ahol 1965-ben mutatkozott be az első csapatban, amely akkor a másodosztályban szerepelt. 1970 és 1978 között a Torino labdarúgója volt. Tagja volt az 1971-es olasz kupa-győztes és az 1975–76-os bajnokcsapatnak. 1978 és 1985 között a Napoli kapusa volt. Itt fejezte be az aktív labdarúgást.

### A válogatottban
1977-ben egy alkalommal szerepelt az olasz válogatottban. Tagja volt az 1974-es világbajnokságon részt vevő csapatnak, de pályára nem lépett a tornán.

### Edzőként
1989 és 1999 között az Internazionale kapusedzője volt. Két alkalommal, 1997-ben és 1999-ben a csapat vezetőedzői pozícióját is ellátta ideiglenesen. Majd az U21-es válogatott kapusedzője volt. 2001 és 2004 között ismét az Internél tevékenykedett kapusedzőként, az ifjúsági, majd az első csapatnál.

## Sikerei, díjai
Torino FC
- Olasz bajnokság (Serie A)
  - bajnok: 1975–76
- Olasz kupa (Coppa Italia)
  - győztes: 1971